# فدراسیون بسکتبال مجارستان
فدراسیون بسکتبال مجارستان (مجاری: Magyar Kosárlabdázók Országos Szövetsége) نهاد اداره کننده ورزش بسکتبال در کشور مجارستان است. این فدراسیون که در سال ۱۹۴۲ تاسیس شده مقر آن در شهر بوداپست قرار دارد.